# Ennio Capasa
Ennio Capasa (Lecce, 12 marzo 1960) è uno stilista e designer italiano. È il creatore di CoSTUME NATIONAL, casa di moda italiana nata nel 1986.

## Biografia
Dopo essersi diplomato presso il liceo artistico di Lecce, prosegue gli studi all'Accademia di Brera a Milano. Si trasferisce poi a Tokyo dove diventa collaboratore di Yohji Yamamoto per due anni. Tornato in Italia, nel 1986, presenta la sua prima collezione donna a Milano con CoSTUME NATIONAL. Dal 1989 sfila a Parigi durante la settimana della moda.
Nel 1995 segue la progettazione dei primi negozi dell'azienda a Milano, Tokyo, New York e Hong Kong. Negli anni la griffe si sviluppa in varie direzioni: prêt-à-porter uomo e donna, profumi, cosmetici e lingerie.
Ha inoltre alcune esperienze per il teatro, come la progettazione dei costumi per “Lo specchio di Frida”, con Ottavia Piccolo (Teatro Franco Parenti, Milano 1998); per l'allestimento di “Rosso Vivo: Sangue, trasformazione e trasfigurazione nell'arte contemporanea” (Pac, Padiglione d'arte contemporanea, Milano 1999), nel 2002, per i costumi di “Le regole dell'attrazione” per la regia di Luca Guadagnino, e, nel 2005, quelli di Before It Had a Name di Giada Colagrande.
Nel 2005 disegna un collezione di accessori in serie limitata in collaborazione con Ducati; l'anno successivo nasce Black Dogo, moto Ducati e C'N'C CoSTUME NATIONAL.
Nel 2007, per festeggiare i 21 anni dell'azienda, cura la mostra “L'arte del sogno” di Michel Gondry e cura una monografia fotografica.
Vive a Milano e ha due figli.